# تشاس يونغ
تشاس يونغ (مواليد 14 أبريل 1999) هو لاعب كرة قدم أمريكية يلعب في نادي واشنطن ريدسكينس.